# Claudio Puga
Claudio Alfredo Puga Briones (Santiago, 8 de junio de 1971) es un árbitro de fútbol chileno con categoría FIFA. Se retiró en 2016 para ser parte de la comisión de árbitros de la ANFP. En 2020 fue despedido de esta junto a todo su equipo, haciendo que su trabajo como educador pase a primera plana.